# Nabbelund
Nabbelund är en by i Böda socken på Öland, den nordligaste byn på ön. Den är belägen strax söder om Ölands nordspets och fyren Långe Erik, väster om Grankullaviken och norr om byn Grankullavik. Vid Nabbelund ligger fornminnet Nabberör, ett på 1930-talet borttaget 15 meter brett och 2 meter högt röse. Materialet användes för att bygga en hamnpir i Nabbelund. De kvarvarande resterna undersöktes av arkeologerna Jan Erik Anderbjörk och Eric Oxenstierna och det  visade sig vara en vendeltida båtgrav.